# Tazawako-Linie
| Zug der Baureihe 701-5000 am Bahnhof Morioka |                      |                                                  |                                                  |
| |                      |                                                  |                                                  |
| Streckenlänge: | 75,6 km              |                                                  |                                                  |
| Spurweite: | 1435 mm (Normalspur) |                                                  |                                                  |
| Stromsystem: | 20 kV 50 Hz ~        |                                                  |                                                  |
| Streckengeschwindigkeit: | 130 km/h             |                                                  |                                                  |
| |                      |                                                  |                                                  |
| \| \| \| ↑JR East: Tōhoku-Shinkansen \| \| \| \| \| ↑JR East: Tōhoku-Hauptlinie \| \| \| \| 0,0 \| Morioka (盛岡駅) \| Morioka (盛岡駅) \| \| \| \| ←JR East: Yamada-Linie \| \| \| \| \| ←JR East: Tōhoku-Shinkansen \| \| \| \| \| ←Iwate-Ginga-Eisenbahn \| \| \| \| \| ↑25 kV/↓20 kV \| \| \| \| \| \| \| \| \| 6,0 \| Ōkama (大釜駅) \| Ōkama (大釜駅) \| \| \| 10,5 \| Koiwai (小岩井駅) \| Koiwai (小岩井駅) \| \| \| 16,0 \| Shizukuishi (雫石駅) \| Shizukuishi (雫石駅) \| \| \| \| Katsukonda (Fluss) \| \| \| \| 18,7 \| Harukiba (春木場駅) \| Harukiba (春木場駅) \| \| \| 22,0 \| Akabuchi (赤渕駅) \| Akabuchi (赤渕駅) \| \| \| \| Hashiba (橋場駅) \| \| \| \| \| \| \| \| \| 28,6 \| Ōchizawa Betriebsbahnhof (大地沢信号場) \| Ōchizawa Betriebsbahnhof (大地沢信号場) \| \| \| \| Sengan Tunnel (3.915 m) \| \| \| \| \| \| \| \| \| 34,4 \| Shidonai Betriebsbahnhof (志度内信号場) \| Shidonai Betriebsbahnhof (志度内信号場) \| \| \| 40,1 \| Tazawako (田沢湖駅) \| Tazawako (田沢湖駅) \| \| \| \| Obonai (Fluss) \| \| \| \| 44,4 \| Sashimaki (刺巻駅) \| Sashimaki (刺巻駅) \| \| \| 52,8 \| Jinkai (神代駅) \| Jinkai (神代駅) \| \| \| 55,3 \| Syōden (生田駅) \| Syōden (生田駅) \| \| \| \| ←Akita-Transinland-Eisenbahn: Akita-Inland-Linie \| \| \| \| 58,8 \| Kakunodate (角館駅) \| Kakunodate (角館駅) \| \| \| \| \| \| \| \| \| Tama (Fluss) \| \| \| \| 61,6 \| Uguisu-No (鶯野駅) \| Uguisu-No (鶯野駅) \| \| \| 64,6 \| Ugo-Nagano (羽後長野駅) \| Ugo-Nagano (羽後長野駅) \| \| \| 67,9 \| Yariminai (鑓見内駅) \| Yariminai (鑓見内駅) \| \| \| 70,2 \| Ugo-Yotsuya (羽後四ツ屋駅) \| Ugo-Yotsuya (羽後四ツ屋駅) \| \| \| 72,0 \| Nord-Ōmagari (北大曲駅) \| Nord-Ōmagari (北大曲駅) \| \| \| 75,6 \| Ōmagari (大曲駅) \| Ōmagari (大曲駅) \| \| \| \| ↓JR East: Ōu-Hauptlinie→ \| \| |                      |                                                  |                                                  |
| |                      | ↑JR East: Tōhoku-Shinkansen                      |                                                  |
| Strecke |                      | ↑JR East: Tōhoku-Hauptlinie                      | ↑JR East: Tōhoku-Hauptlinie                      |
| Bahnhof · Bahnhof · Kopfbahnhof Strecke bis hier außer Betrieb | 0,0                  | Morioka (盛岡駅)                                 | Morioka (盛岡駅)                                 |
| Strecke quer · Kreuzung · Abzweig geradeaus und nach rechts · Strecke |                      | ←JR East: Yamada-Linie                           | ←JR East: Yamada-Linie                           |
| Strecke quer · Abzweig geradeaus und nach rechts · Strecke · Strecke |                      | ←JR East: Tōhoku-Shinkansen                      | ←JR East: Tōhoku-Shinkansen                      |
| Strecke quer · Kreuzung · Strecke nach rechts und von links · Strecke nach rechts |                      | ←Iwate-Ginga-Eisenbahn                           | ←Iwate-Ginga-Eisenbahn                           |
| Grenze · Strecke |                      | ↑25 kV/↓20 kV                                    | ↑25 kV/↓20 kV                                    |
| Abzweig geradeaus und von links · Strecke nach rechts |                      |                                                  |                                                  |
| Haltepunkt / Haltestelle | 6,0                  | Ōkama (大釜駅)                                   | Ōkama (大釜駅)                                   |
| Haltepunkt / Haltestelle | 10,5                 | Koiwai (小岩井駅)                                | Koiwai (小岩井駅)                                |
| Bahnhof | 16,0                 | Shizukuishi (雫石駅)                             | Shizukuishi (雫石駅)                             |
| Brücke über Wasserlauf |                      | Katsukonda (Fluss)                               | Katsukonda (Fluss)                               |
| Haltepunkt / Haltestelle | 18,7                 | Harukiba (春木場駅)                              | Harukiba (春木場駅)                              |
| Haltepunkt / Haltestelle | 22,0                 | Akabuchi (赤渕駅)                                | Akabuchi (赤渕駅)                                |
| Haltepunkt / Haltestelle Streckenanfang und quer (Strecke außer Betrieb) · Abzweig geradeaus und ehemals nach rechts |                      | Hashiba (橋場駅)                                 | Hashiba (橋場駅)                                 |
| Tunnel |                      |                                                  |                                                  |
| Blockstelle | 28,6                 | Ōchizawa Betriebsbahnhof (大地沢信号場)          | Ōchizawa Betriebsbahnhof (大地沢信号場)          |
| Tunnel |                      | Sengan Tunnel (3.915 m)                          | Sengan Tunnel (3.915 m)                          |
| Tunnel |                      |                                                  |                                                  |
| Blockstelle | 34,4                 | Shidonai Betriebsbahnhof (志度内信号場)          | Shidonai Betriebsbahnhof (志度内信号場)          |
| Bahnhof | 40,1                 | Tazawako (田沢湖駅)                              | Tazawako (田沢湖駅)                              |
| Brücke über Wasserlauf |                      | Obonai (Fluss)                                   | Obonai (Fluss)                                   |
| Haltepunkt / Haltestelle | 44,4                 | Sashimaki (刺巻駅)                               | Sashimaki (刺巻駅)                               |
| Haltepunkt / Haltestelle | 52,8                 | Jinkai (神代駅)                                  | Jinkai (神代駅)                                  |
| Haltepunkt / Haltestelle | 55,3                 | Syōden (生田駅)                                  | Syōden (生田駅)                                  |
| Strecke von rechts · Strecke |                      | ←Akita-Transinland-Eisenbahn: Akita-Inland-Linie | ←Akita-Transinland-Eisenbahn: Akita-Inland-Linie |
| Kopfbahnhof Strecke ab hier außer Betrieb · Bahnhof | 58,8                 | Kakunodate (角館駅)                              | Kakunodate (角館駅)                              |
| Strecke nach links (außer Betrieb) · Abzweig geradeaus und ehemals von rechts |                      |                                                  |                                                  |
| Brücke über Wasserlauf |                      | Tama (Fluss)                                     | Tama (Fluss)                                     |
| Haltepunkt / Haltestelle | 61,6                 | Uguisu-No (鶯野駅)                               | Uguisu-No (鶯野駅)                               |
| Haltepunkt / Haltestelle | 64,6                 | Ugo-Nagano (羽後長野駅)                          | Ugo-Nagano (羽後長野駅)                          |
| Haltepunkt / Haltestelle | 67,9                 | Yariminai (鑓見内駅)                             | Yariminai (鑓見内駅)                             |
| Haltepunkt / Haltestelle | 70,2                 | Ugo-Yotsuya (羽後四ツ屋駅)                       | Ugo-Yotsuya (羽後四ツ屋駅)                       |
| Haltepunkt / Haltestelle | 72,0                 | Nord-Ōmagari (北大曲駅)                          | Nord-Ōmagari (北大曲駅)                          |
| Abzweig nach links und von links · Abzweig quer und ehemals von rechts · Kopfbahnhof Streckenende und quer | 75,6                 | Ōmagari (大曲駅)                                 | Ōmagari (大曲駅)                                 |
| Strecke · Abzweig ehemals nach links und von links · Bahnhof quer |                      | ↓JR East: Ōu-Hauptlinie→                         | ↓JR East: Ōu-Hauptlinie→                         |

Die Tazawako-Linie (jap. 田沢湖線, Tazawako-Sen) ist eine japanische Eisenbahnstrecke, die zwischen den Bahnhöfen Morioka in der  Präfektur Iwate und Ōmagari in der  Präfektur Akita verläuft und von der East Japan Railway Company (JR East) betrieben wird. Besonderheit der Tazawako-Linie ist die Nutzung durch Shinkansen-Züge der Akita-Shinkansen, wofür der Umbau der Strecke von Kapspur auf Normalspur notwendig war. Neben der Ōu-Hauptlinie ist die Tazawako-Linie aktuell eine von zwei realisierten Mini-Shinkansen in Japan.

## Geschichte
Als Vorläuferinnen der Tazawako-Linie wurden 1922 die Hashiba Light Railway (橋場軽便, Hashiba-keibensen) (siehe Light Railway) zwischen den Bahnhöfen Morioka und Hashiba (stillgelegter Bahnhof in der Nähe des heutigen Bahnhofs Shizukuishi) sowie 1923 die Obonai Light Railway (生保内軽便線, Obonai-keibensen) zwischen den Bahnhöfen Ōmagari und Obonai (heute Tazawako) eröffnet. In den folgenden Jahren entstanden Planungen zum Lückenschluss und Umbau zur vollwertigen Eisenbahnstrecke (Heavy Railway), die aber aufgrund von Finanzknappheit und dem Ausbruch des Pazifikkrieges nicht umgesetzt werden konnten. 
Diese Planung wurde in der Nachkriegszeit wieder aufgenommen und 1966 durch die Fertigstellung des knapp 4.000 Meter langen Seniwa-Tunnels vollendet. Seither trägt die Strecke den Namen Tazawako, benannt nach dem gleichnamigen Bahnhof. 
Anlässlich der Eröffnung der Tōhoku-Shinkansen im Jahr 1982 wurden wichtige Zubringerstrecken elektrifiziert, so auch die Tazawako-Linie. In diesem Zusammenhang erfolgte auch die Einführung der Limited Express-Verbindung Tazawa (たざわ) zwischen den Bahnhöfen Akita und Morioka, die somit direkte Vorgängerin der späteren Komachi-Verbindung (こまち) der Akita-Shinkansen ist.
Nach Aufspaltung und Privatisierung der Staatsbahn übernahm die Nachfolgegesellschaft JR East das Mini-Shinkansen-Konzept und wählte 1990 die Tazawako-Linie zur Umsetzung aus. Ab 1992 erfolgte der Umbau von Kap- auf Normalspur, Verringerung der Anzahl an Bahnübergängen sowie Anpassung der Zugsicherungssysteme. Seit der Inbetriebnahme der umgebauten Tazawako-Linie am 22. März 1999 verkehrt neben nun mit normalspurigen Fahrzeugen betriebenen lokalen Verbindungen die Komachi-Verbindung der Akita-Shinkansen auf der Tazawako-Linie. Diese ist als spezieller Expresszug (新幹線直行特急, Shinkansen Chokkō Tokkyū) klassifiziert, da die Strecke eisenbahnrechtlich trotz Umbau zur Mini-Shinkansen dem konventionellen Eisenbahnnetz zugeordnet ist.
Anlässlich des 50. Jubiläums der Inbetriebnahme der Tazawako-Linie wurde im Oktober 2016 ein Zug der Baureihe 701-5000 mit einer Sonderbeklebung versehen und Sonderfahrten für Gruppen angeboten, bei denen der Zug bei besonders langsamer Geschwindigkeit an den Sehenswürdigkeiten entlang der Strecke vorbeifuhr.
Im Dezember 2019 wurde am Bahnhof Ōkama ein Schneeschmelzgerät in Betrieb genommen, um den Unterboden der Züge der Akita-Shinkansen vor Einfahrt in die Tōhoku-Shinkansen am Bahnhof Morioka von Schnee und Eis zu befreien, was bei den hohen Geschwindigkeiten von bis zu 320 km/h zu Beschädigungen an Zug und Strecke führen kann. Zuvor war die Befreiung von Schnee und Eis manuell erfolgt, was im Jahr 2018 42 Mal der Fall gewesen war. Die Schneeschmelzanlage, die unter den Gleisen eines Bahnsteigs am Bahnhof Ōkama installiert wurde, spritzt für drei Minuten 60° C warmes Wasser auf den Fahrzeugunterboden und befreit ihn so von Schnee und Eis. Die Züge der Akita-Shinkansen halten dafür außerplanmäßig und nur im Bedarfsfall am Bahnsteig. Ein Zu- oder Ausstieg ist nicht möglich.

## Betrieb

### Akita-Shinkansen

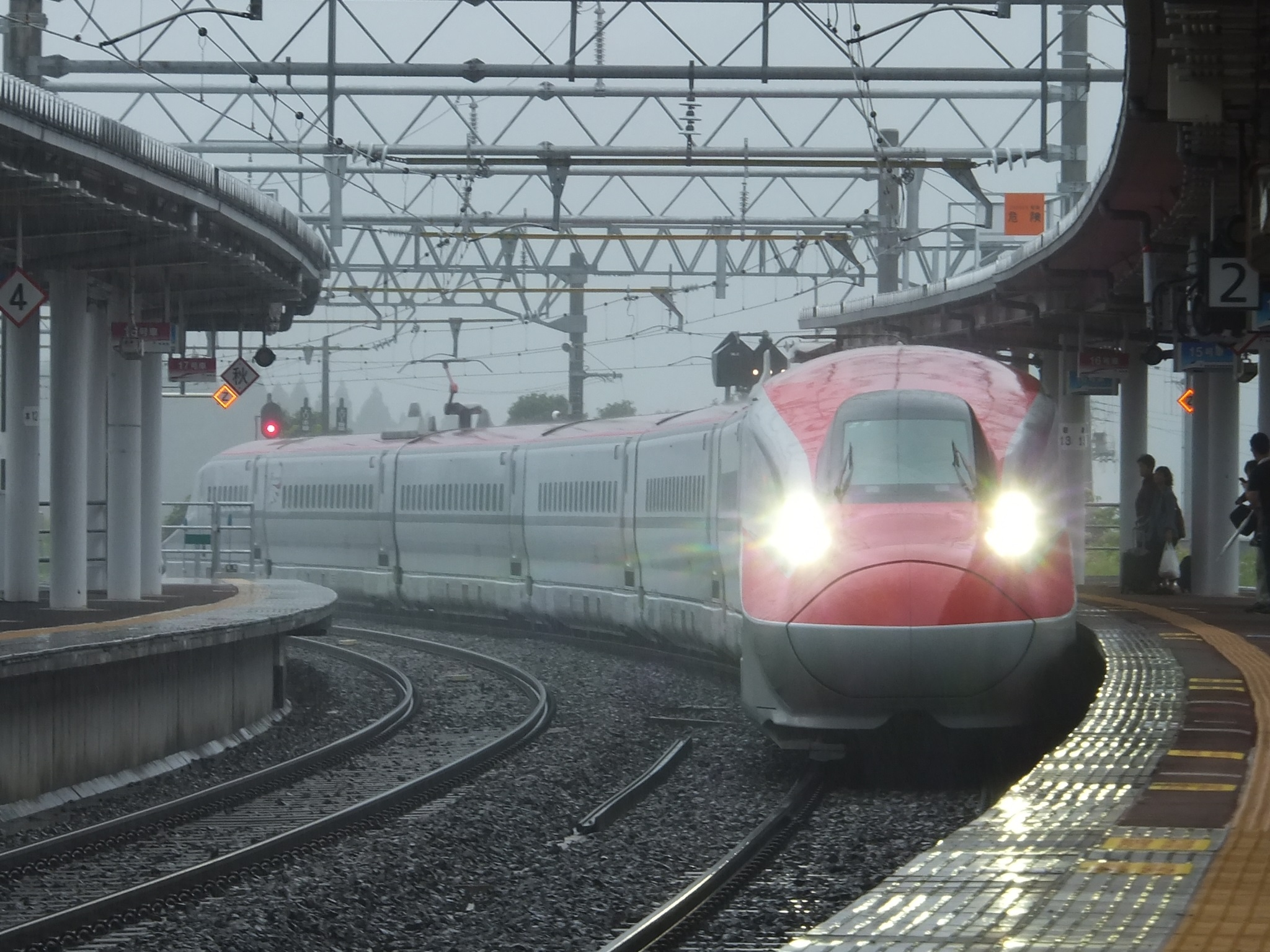
Shinkansen-Baureihe E6 am Bahnhof Tazawako

1990 beschloss JR East den Umbau der Tazawako-Linie zur Mini-Shinkansen, um die Präfektur Akita über Morioka besser an den Großraum Tokio anzubinden. Der Bau der Akita-Shinkansen begann 1992 und wurde 1999 vollendet. Die Tazawako-Linie wurde von Kap- auf Normalspur umgebaut, im sich anschließende Abschnitt der Ōu-Hauptlinie zwischen Ōmagari und Akita wurde ein Dreischienengleis installiert, um keine Umsteigezwänge im Regionalverkehr auf der Ōu-Hauptlinie zu erzeugen. Seit Inbetriebnahme der Akita-Shinkansen wird mit der Komachi-Verbindung (こまち, Ono no Komachi) eine umsteigefreie Direktverbindung nach Tokio angeboten, die von Akita kommend auf der Tazawako-Linie an den Bahnhöfen Kakunodate, Tazawako, Shizukuishi und Morioka hält.

### Regionalverkehr
Die Tazawako-Linie wird von mehreren lokalen Zugverbindungen befahren, wobei nur wenige die gesamte Strecke durchfahren. Aufgrund der geringen Besiedlungsdichte entlang der Strecke ist das Angebot insgesamt gering. In Richtung Morioka gibt es werktags ab Shizukuishi maximal ein stündliches Angebot, am anderen Streckenende zwischen Ōmagari und Tazawako maximal ein zweistündliches Angebot. Im mittleren Streckenabschnitt kann die Fahrplanlücke bis zu sieben Stunden betragen (de facto morgendliches und abendliches Angebot für Berufs- und Ausbildungspendler). Auf den lokalen Verbindungen kommen normalspurige Zwei-Wagen-Züge der Baureihe 701-5000 zum Einsatz, die zu Stoßzeiten in Doppeltraktion eingesetzt werden.

## Bahnhöfe
| Bahnhof      | Japanisch  | Entfernung (km) | Halt Komachi | Umsteigemöglichkeiten                                                         | Ort         | Ort   |
| ------------ | ---------- | --------------- | ------------ | ----------------------------------------------------------------------------- | ----------- | ----- |
| Morioka      | 盛岡       | 0,0             | ●            | Tōhoku-Shinkansen, Tōhoku-Hauptlinie, Yamada-Linie, Iwate Ginga Tetsudō-Linie | Morioka     | Iwate |
| Ōkama        | 大釜       | 6,0             | ｜           |                                                                               | Takizawa    | Iwate |
| Koiwai       | 小岩井     | 10,5            | ｜           |                                                                               | Takizawa    | Iwate |
| Shizukuishi  | 雫石       | 16,0            | ●            |                                                                               | Shizukuishi | Iwate |
| Harukiba     | 春木場     | 18,7            | ｜           |                                                                               | Shizukuishi | Iwate |
| Akabuchi     | 赤渕       | 22,0            | ｜           |                                                                               | Shizukuishi | Iwate |
| Tazawako     | 田沢湖     | 40,1            | ●            |                                                                               | Semboku     | Akita |
| Sashimaki    | 刺巻       | 44,4            | ｜           |                                                                               | Semboku     | Akita |
| Jindai       | 神代       | 52,8            | ｜           |                                                                               | Semboku     | Akita |
| Shōden       | 生田       | 55,3            | ｜           |                                                                               | Semboku     | Akita |
| Kakunodate   | 角館       | 58,8            | ●            | Akita-Transinland-Eisenbahn: Akita-Inland-Linie                               | Semboku     | Akita |
| Uguisuno     | 鶯野       | 61,6            | ｜           |                                                                               | Daisen      | Akita |
| Ugo-Nagano   | 羽後長野   | 64,6            | ｜           |                                                                               | Daisen      | Akita |
| Yariminai    | 鑓見内     | 67,9            | ｜           |                                                                               | Daisen      | Akita |
| Ugo-Yotsuya  | 羽後四ツ屋 | 70,2            | ｜           |                                                                               | Daisen      | Akita |
| Kita-Ōmagari | 北大曲     | 72,0            | ｜           |                                                                               | Daisen      | Akita |
| Ōmagari      | 大曲       | 75,6            | ●            | Ōu-Hauptlinie                                                                 | Daisen      | Akita |